# Elias Van Breussegem
Elias Van Breussegem, né le 10 avril 1992 à Audenarde, est un coureur cycliste belge.

## Biographie

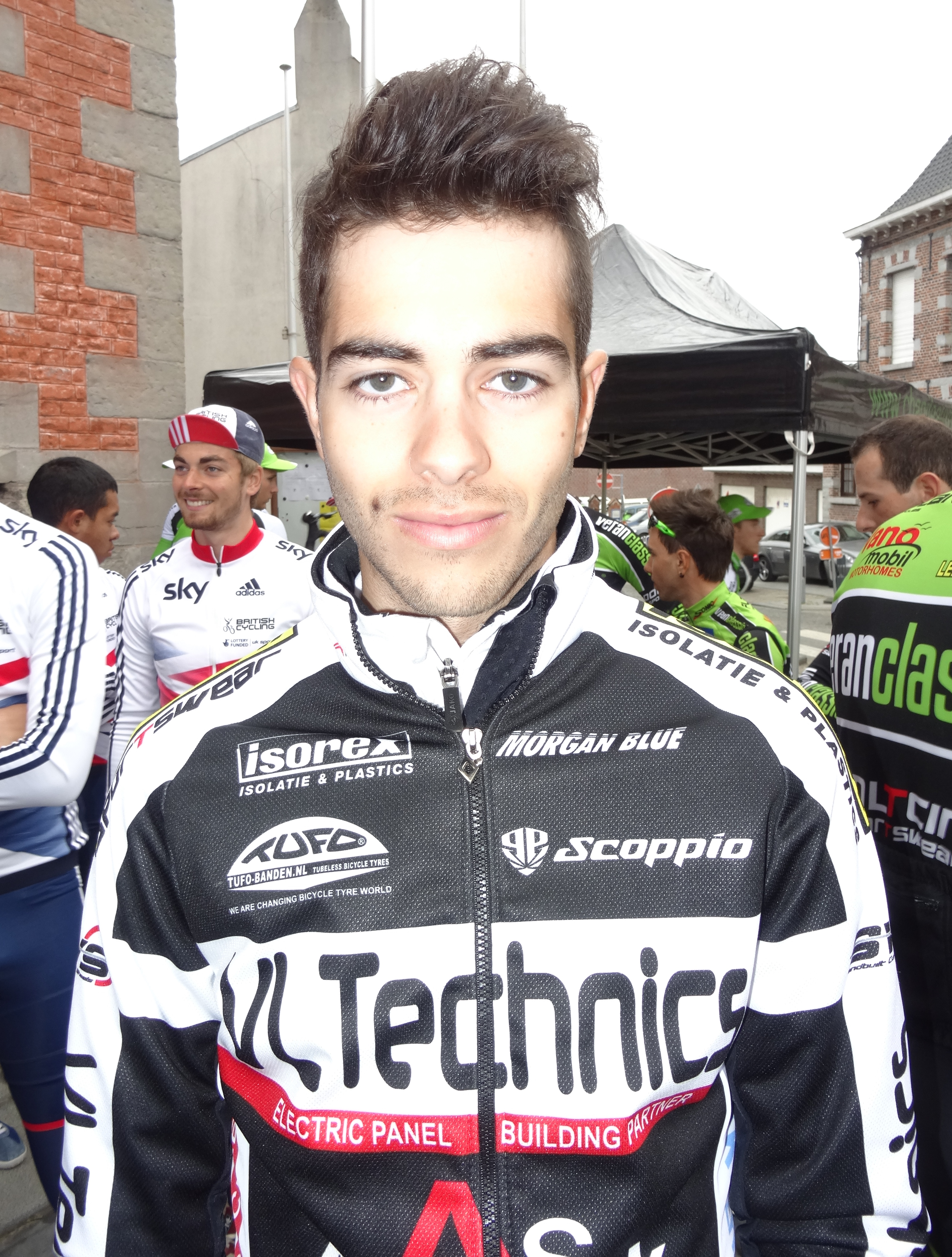
Elias Van Breussegem lors du départ de la 1re étape du Triptyque des Monts et Châteaux 2014 à Antoing.

En 2014, Elias Van Breussegem rejoint le club VL Technics-Abutriek. Alors qu'il ambitionne le top 5, il crée le surprise en devenant champion de Belgique du contre-la-montre espoirs, le 1er mai. 
Pour la saison 2015, il signe avec la formation Verandas Willems. Lors des Trois Jours de Flandre-Occidentale, il contracte une déchirure musculaire à proximité du tendon d'Achille de la jambe droite, qui le contraint malencontreusement à porter un plâtre durant dix jours. À peine rétabli, il remet de nouveau la compétition entre parenthèses au mois de juin, en raison d'un trouble du rythme cardiaque apparu sur la course régionale Halle-Buizingen. Finalement, il reprend l'entraînement, s’impose sur trois courses régionales belges en été et termine quatrième du Grand Prix de la ville de Zottegem. En fin d'année, il prolonge le contrat qui le lie à cette équipe.
En 2016 il s'impose au sprint sur la Wanzele Koerse, une kermesse professionnelle disputée au mois de mars. Au printemps, il termine septième du Triptyque des Monts et Châteaux, devient champion de Flandre-Occidentale du contre-la-montre puis remporte le Triptyque ardennais, sa première victoire sur une course par étapes. Malgré une préparation perturbée par une maladie, il est sacré championnat de Belgique du contre-la-montre chez les élites sans contrat, au mois de juin. Poursuivant sur sa bonne forme, il gagne en solitaire le Circuit Het Nieuwsblad espoirs, devant son coéquipier Gianni Vermeersch. Après avoir remporté une épreuve régionale belge à Westkapelle, il se distingue en France en prenant la troisième place du prologue du Tour Alsace.

## Palmarès et résultats

### Palmarès par année
- 2013
  - 2e du Mémorial Francis Leners
- 2014
  -  Champion de Belgique du contre-la-montre espoirs
  - 2e du championnat de Flandre-Orientale du contre-la-montre espoirs
- 2015
  - 1re étape du Ronde van Midden-Nederland (contre-la-montre par équipes)
- 2016
  -  Champion de Belgique du contre-la-montre élites sans contrat
  - Champion de Flandre-Orientale du contre-la-montre
  - Wanzele Koerse
  - Triptyque ardennais :
    - Classement général
    - 1re étape

  - Circuit Het Nieuwsblad espoirs
- 2018
  - Grand Prix John Hannes
- 2019
  - Wanzele Koerse
  - GP Gemeente Kortemark
  - 2e du championnat de Flandre-Orientale sur route
- 2021
  - Dorpenomloop Rucphen
- 2022
  - GP Piet Vandoorsselaere
- 2023
  -  Champion de Belgique du contre-la-montre élites sans contrat
  - Oost-Vlaamse Sluitingsprijs
  - Mosselkoers
  - 2e du Circuit du Pays de Waes
  - 2e du championnat de Flandre-Orientale du contre-la-montre
- 2024
  -  Champion de Belgique des élites sans contrat
  - Champion de Flandre-Orientale sur route
  - Champion de Flandre-Orientale du contre-la-montre
  - Flèche Mosane
  - Heusden Koers
  - 3e étape du Tour de Salalah
  - 2e du championnat de Belgique du contre-la-montre élites sans contrat
- 2025
  -  Champion de Belgique des élites sans contrat
  -  Champion de Belgique du contre-la-montre élites sans contrat
  - Champion de Flandre-Orientale sur route
  - 2e du championnat de Flandre-Orientale du contre-la-montre

### Classements mondiaux
| Année                                 | 2013  | 2014 | 2015 | 2016 | 2017 | 2018  | 2019  | 2020 | 2021  | 2022 | 2023 | 2024  |
| ------------------------------------- | ----- | ---- | ---- | ---- | ---- | ----- | ----- | ---- | ----- | ---- | ---- | ----- |
| Classement mondial                    |       |      |      | 944e | nc   | 2146e | 2682e | nc   | 1042e | nc   | nc   | 1630e |
| UCI Europe Tour                       | 1109e | nc   | 525e | 622e | nc   | nc    | 1679e | nc   | 774e  | nc   | nc   | nc    |
| UCI Asia Tour                         | nc    | nc   | nc   | nc   | nc   | 412e  |       |      |       |      |      |       |
|                                       |       |      |      |      |      |       |       |      |       |      |      |       |
| Légende : nc = non classéSource : UCI |       |      |      |      |      |       |       |      |       |      |      |       |